# Terminal Intermodal Gentileza
La Terminal Intermodal Gentileza (TIG) es una terminal de transportes en Río de Janeiro, Brasil. Interconecta los BRT — TransBrasil — 22 líneas de omnibuses municipales y las líneas 1 y 4 del VLT Carioca. Está localizado en el antiguo Gasómetro de San Cristóbal, en la Avenida Francisco Bicalho, en el barrio carioca de São Cristóvão.
El nombre es un homenaje al Profeta Gentileza — predicador religioso que se hizo conocido por la frase "Gentileza gera gentileza" (en español: "Gentileza genera gentileza"), la más famosa entre las que escribió en los pilares del Elevado da Perimetral y en el mismo Viaducto del Gasómetro.
La inauguración fue el 23 de febrero de 2024. Sus operaciones comenzaron al día siguiente con cinco líneas de ómnibus, dos de BRT y una de VLT.